# Jōdo Shinshū
Jōdo Shinshū (浄土真宗 "La Verdadera Esencia de las Enseñanzas de la Tierra Pura"?), conocido también como Budismo Shin o Budismo de Verdadera Tierra Pura, es una subescuela japonesa del budismo de la Tierra Pura. Fue fundado por el monje japonés (previamente perteneciente a la escuela Tendai), Shinran.
El budismo shin es la rama más practicada del budismo en Japón.
Se basa en la veneración de Amida (en japonés, "Amitābha" en sánscrito): ser iluminado de otro mundo que creó una realidad llamada «La Tierra Pura» («Sukavati» en sánscrito; «Dewachén» en tibetano) que se encuentra en otro espacio-tiempo y en la que es posible renacer.
La entrega y confianza en Amida garantiza el inicio del sendero del Bodhisattva (ser iluminado que regresa para ayudar a todos los seres) y la reencarnación en «La Tierra Pura».

## Historia

### Shinran (fundador)
Shinran (1173-1263) vivió durante el período comprendido entre finales de los periodos Heian y principios del Kamakura (1185-1333), una época de agitación para Japón cuando el emperador fue despojado del poder político por los shōgunes. La familia de Shinran tenía un alto rango en la corte imperial en Kioto, pero en la época, muchas familias aristocráticas enviaban a sus hijos a ser monjes budistas en lugar de hacerlos participar en el gobierno imperial. Cuando Shinran tenía nueve años (1181), fue enviado por su tío al monte Hiei, donde se ordenó como śrāmaṇera en la secta Tendai. Con el tiempo, Shinran se desilusionó con la forma en que se practicaba el budismo, previendo un declive en la potencia y la practicidad de las enseñanzas propugnadas.
Shinran dejó su rol de dosō («monje de sala de práctica») en el monte Hiei y emprendió un retiro de 100 días en el templo de Rokkaku-dō, en Kioto, donde tuvo un sueño el día 95. En este sueño se le apareció el príncipe Shōtoku, que le propuso un camino hacia la iluminación a través de versos. Tras el retiro, en 1201, Shinran abandonó el monte Hiei para irse a estudiar con Hōnen durante los seis años siguientes. Hōnen (1133-1212) otro ex monje Tendai, había abandonado la tradición en 1175 para fundar su propia secta, la escuela Jōdo-shū o «Escuela de la Tierra Pura». A partir de ese momento, Shinran se consideró, incluso después del exilio, un devoto discípulo de Hōnen más que un fundador estableciendo su propia y distinta escuela de la Tierra Pura.
Durante este periodo, Hōnen enseñó la nueva práctica de «solo nembutsu» a muchas personas de la sociedad de Kioto y amasó un número considerable de seguidores, pero también fue objeto de crecientes críticas por parte del establecimiento budista de la ciudad. Entre sus críticos más fuertes estaban el monje Myōe y los templos de Enryaku-ji y Kōfuku-ji. Estos últimos siguieron criticando a Hōnen y a sus seguidores incluso después de que estos se comprometieran a comportarse con buena conducta y a no calumniar a otros budistas.
En 1207, críticos de Hōnen en el templo de Kōfuku-ji persuadieron al emperador Go-Toba para que prohibiera a Hōnen y sus enseñanzas después de que dos de las damas de honor imperiales se convirtieran a sus prácticas. Hōnen y sus seguidores, entre ellos Shinran, fueron obligados a exiliarse y cuatro de los discípulos de Hōnen fueron ejecutados. Las autoridades dieron a Shinran un nombre laico, Yoshizane Fujii, pero en cambio él se autodenominó Gutoku y se trasladó a la provincia de Echigo (actual prefectura de Niigata).
Fue durante este exilio que Shinran cultivó una comprensión más profunda de sus propias creencias basadas en las enseñanzas de la Tierra Pura de Hōnen. En 1210 se casó con Eshinni, la hija de un aristócrata de Echigo. Shinran y Eshinni tuvieron varios hijos. Su hijo mayor, Zenran, supuestamente inició una secta herética del budismo de la Tierra Pura afirmando que había recibido enseñanzas especiales de su padre. Zenran exigió el control de los monto (grupos de seguidores laicos) locales, pero tras escribir una severa carta de advertencia, Shinran lo repudió en 1256, acabando así con la legitimidad de Zenran.
En 1211 se levantó la prohibición del nembutsu y Shinran fue perdonado, pero para 1212, Hōnen había fallecido en Kioto. Shinran nunca vio a Hōnen tras haber sido exiliados. En el año de la muerte de Hōnen, Shinran partió hacia la región de Kantō, donde estableció un importante número de seguidores y comenzó a plasmar sus ideas por escrito. En 1224 escribió su libro más importante, el Kyogyoshinsho («La verdadera enseñanza, práctica, fe y logro de la Tierra Pura»), que contenía extractos de los Tres sutras de la Tierra Pura y del sutra del Mahāparinirvāṇa junto con sus propios comentarios y los escritos de los Patriarcas de la Jodo Shinshu en los que Shinran se inspiró.
En 1234, a la edad de sesenta años, Shinran abandonó Kantō para dirigirse a Kioto (Eshinni se quedó en Echigo y puede haber sobrevivido a Shinran varios años), donde se dedicó a escribir el resto de sus años. Fue durante este tiempo cuando escribió el Wasan, una colección de versos que resumen sus enseñanzas para que sus seguidores las recitaran.
La hija de Shinran, Kakushinni, llegó a Kioto con Shinran y cuidó de él en sus últimos años y su mausoleo se convirtió más tarde en el templo Hongan-ji, «Templo del Voto Original». Kakushinni desempeñó un papel decisivo en la preservación de las enseñanzas de Shinran tras su muerte, y las cartas que recibió y guardó de su madre, Eshinni, ofrecen información biográfica fundamental sobre los primeros años de Shinran. Estas cartas se conservan actualmente en el templo Nishi Hongan en Kioto. Shinran murió a la edad de 90 años en 1263 (técnicamente a la edad de 89 años según los cálculos occidentales).